# ميان كوه (زياران)
میان کوه (بالفارسية: میان‌کوه) هي قرية تقع في إيران في قسم زیاران الریفي. يقدر عدد سكانها بـ 108 نسمة .